# CanalDigitaal
CanalDigitaal es un proveedor de televisión digital vía satélite de los Países Bajos a través de la red de satélites de SES Astra. También ofrece internet y la telefonía fija a través de la red de KPN. La compañía se centra en el mercado holandés.
El nombre del negocio inusual surgió después de la adquisición por parte de Canal+. La primera parte es una referencia a la sociedad dominante (Canal, canal francés), la segunda parte (Digital) indica que se trata de una empresa holandesa. Esto también explica por qué estas dos palabras se escriben juntos con un capital C y D. Cuando intercambiado dueño de la empresa, el nombre se mantuvo intacta.
A través de la sede en Luxemburgo M7 Group (Canal+ Luxembourg S.a.r.l), en el que el flamenco TV Vlaanderen, Valonia TéléSAT, el austriaco Austriasat y HDAustria, los holandeses Online.nl, la República Checa SkyLink y la eslovaca CSlink.

## Tarjeta electrónica
A diferencia de muchos organismos alemanes y británicos radiodifusores, las emisiones públicas y comerciales holandeses no son de libre acceso a través de satélite. Para recibir las emisiones holandesas se requiere una tarjeta inteligente para descifrar la señal Mediaguard. CanalDigitaal ha cambiado recientemente de Mediaguard 2 a Mediaguard 3.
Se utiliza un DVB-S o DVB-S2 pero es usa, que también puede recibir otras transmisiones de libre-aire.

## Lista de canales Fastscan
El CanalDigitaal Fastscan enumera todos los canales realizados en la plataforma CanalDigitaal y canales de casi todo en abierto en el 19,2° Este, 23,5° Este y 28,2° Este / 28.5° al este satélites. Muchos canales son gratuitos, otros sólo están disponibles con una suscripción.